# Família linguística

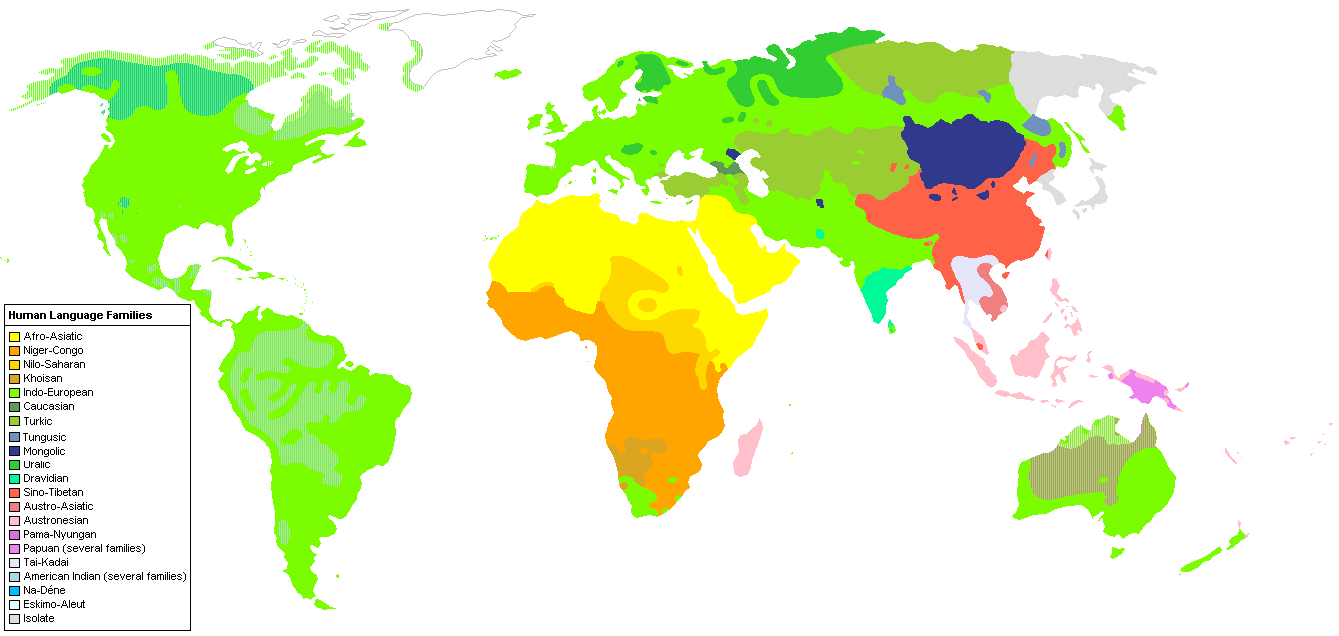
Famílias de Línguas do Mundo

Uma família linguística é um grupo de línguas rigorosamente identificado e é uma unidade filogenética, isto é, todos os seus membros derivam de um ancestral comum. Este ancestral é geralmente muito pouco conhecido, uma vez que a maior parte das línguas têm uma história escrita muito reduzida. Apesar disso, é possível recuperar muitas das suas características aplicando o método comparativo - um procedimento reconstrutivo desenvolvido no século XIX pelo linguista August Schleicher. Isto pode demonstrar a validade de muitas das famílias propostas listadas abaixo.

## Reconhecimento das famílias
As famílias podem ser divididas em unidades filogenéticas menores, referidas convencionalmente como ramos da família, porque a história de uma família linguística é muitas vezes representada por um diagrama em árvore. Contudo, o termo "família" não se restringe a nenhum nível desta "árvore"; a família germânica, por exemplo, é um ramo da família indo-europeia. Alguns taxonomistas restringem o termo "família" até certo nível, mas há pouco consenso acerca de como o fazer. Aqueles que o fazem normalmente também subdividem os ramos em grupos e os grupos em subgrupos, etc. Além disso também agregam famílias em filos (também conhecidos como superfamílias). As super famílias são frequentemente usadas para agregar as famílias de línguas índias americanas. Um modo de fazer toda esta classificação é chamado glotocronologia.

### Proto-língua
O ancestral comum de uma família é conhecido como proto-língua. Por exemplo, a proto-língua reconstruível da bem conhecida família indo-europeia é chamada proto-indo-europeu. Esta língua não é conhecida a partir de registos escritos, uma vez que era falada antes da invenção da escrita, mas por vezes uma proto-língua pode ser assemelhada a uma língua histórica conhecida. Deste modo, dialectos provinciais do latim (o chamado latim vulgar) deram origem às línguas latinas, o que faz com que a língua ancestral às línguas latinas fosse bastante semelhante ao latim (embora menos semelhante ao latim literário dos escritores clássicos); do mesmo modo, os dialectos do nórdico antigo são considerados a proto-língua do norueguês, do sueco, do dinamarquês, do faroês e do islândico.

### Línguas isoladas
As línguas que não podem ser fiavelmente classificadas em nenhuma família são conhecidas como línguas isoladas. Uma língua isolada no seu próprio ramo dentro de uma família, como o grego dentro da família indo-europeia, é normalmente chamada também de língua isolada mas casos como estes são usualmente clarificados. Por exemplo, o grego pode ser considerado uma língua indo-europeia isolada.

## Maiores famílias
Segundo os números do Ethnologue, as maiores famílias linguísticas, em termos de número de línguas, são:
1. Nigero-congolesas (1514 línguas)
2. Austronésias (1268 línguas)
3. Trans-neoguineanas (564 línguas) (validade disputada)
4. Indo-europeias (449 línguas)
5. Sino-tibetanas (403 línguas)
6. Afro-asiáticas (375 línguas)
7. Nilo-saarianas (204 línguas)
8. Pama-nyungans (178 línguas)
9. Otomangueanas (174 línguas) (número disputado; Lyle Campbell inclui apenas 27)
10. Austro-asiáticas (169 línguas)
11. Sepik-ramus (100 línguas) (validade disputada)
12. Tai-kadais (76 línguas)
13. Macro-tupis (76 línguas)
14. Dravídicas (73 línguas)
15. Maias (69 línguas)
16. Urálicas (30 línguas)
17. Mongólicas (13 línguas)